# Nastätten
Nastätten est une ville allemande située en Rhénanie-Palatinat, dans l'arrondissement de Rhin-Lahn. Cette municipalité est aussi le chef-lieu du Verbandsgemeinde Nastätten.